# Băile Tușnad
Băile Tușnad (Roemeens) of Tusnádfürdő (Hongaars) of Bad Tuschnad, Kaiserbad (Duits) is een stad (oraș) in het Roemeense district Harghita in Szeklerland. 
De stad Băile Tușnad telt 1728 inwoners (2002), die voor het merendeel Hongaarstalig zijn.

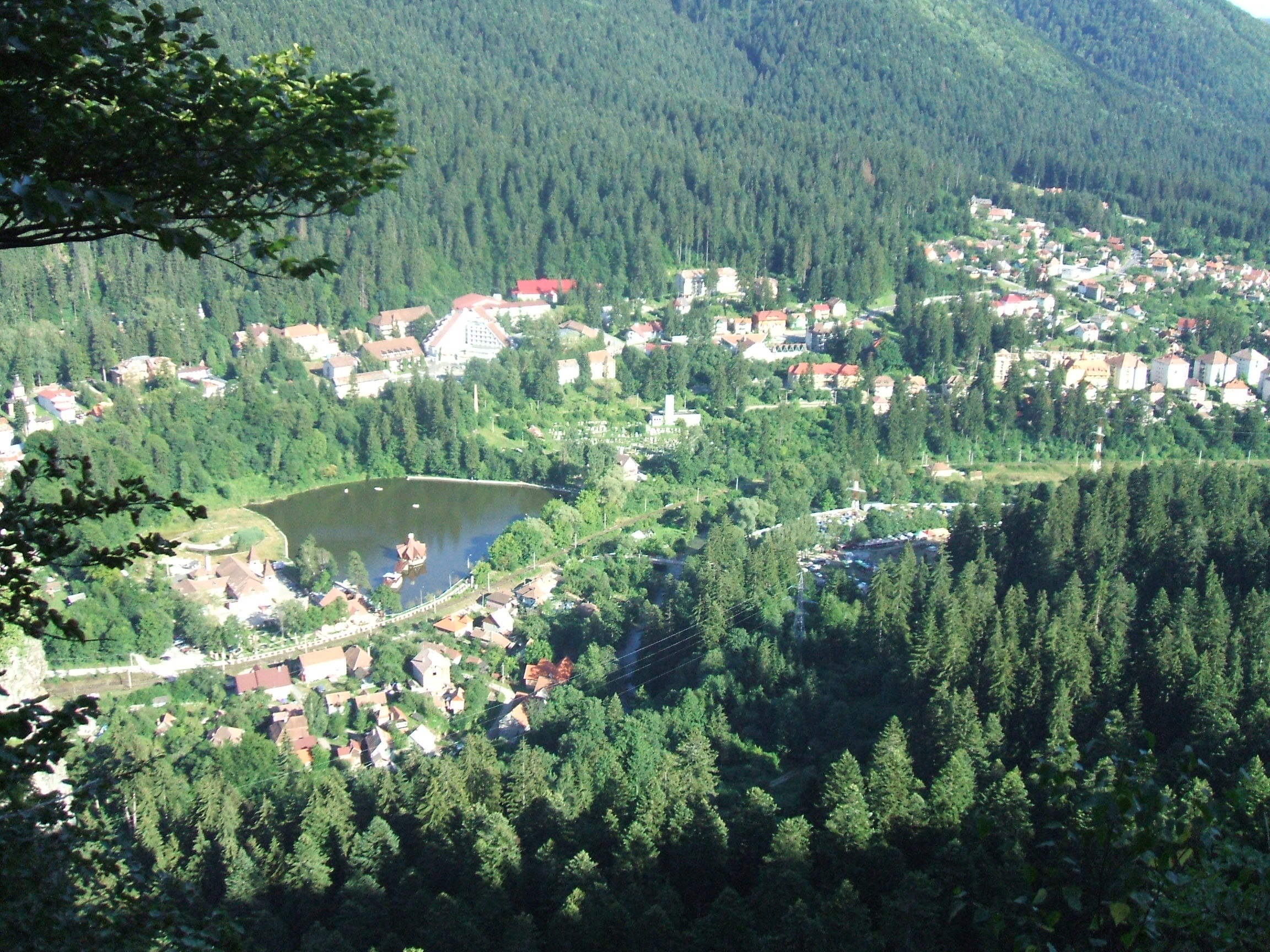
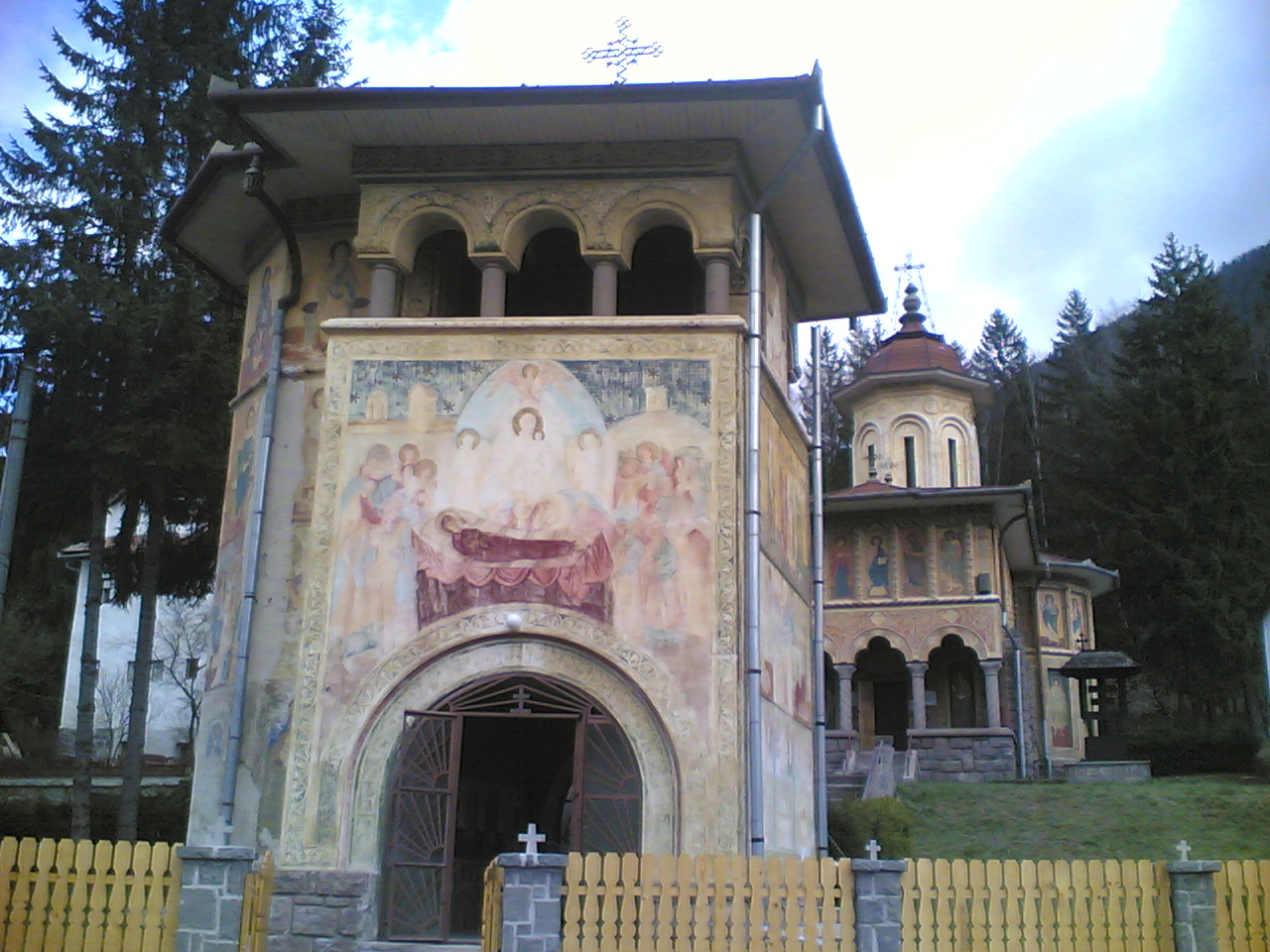
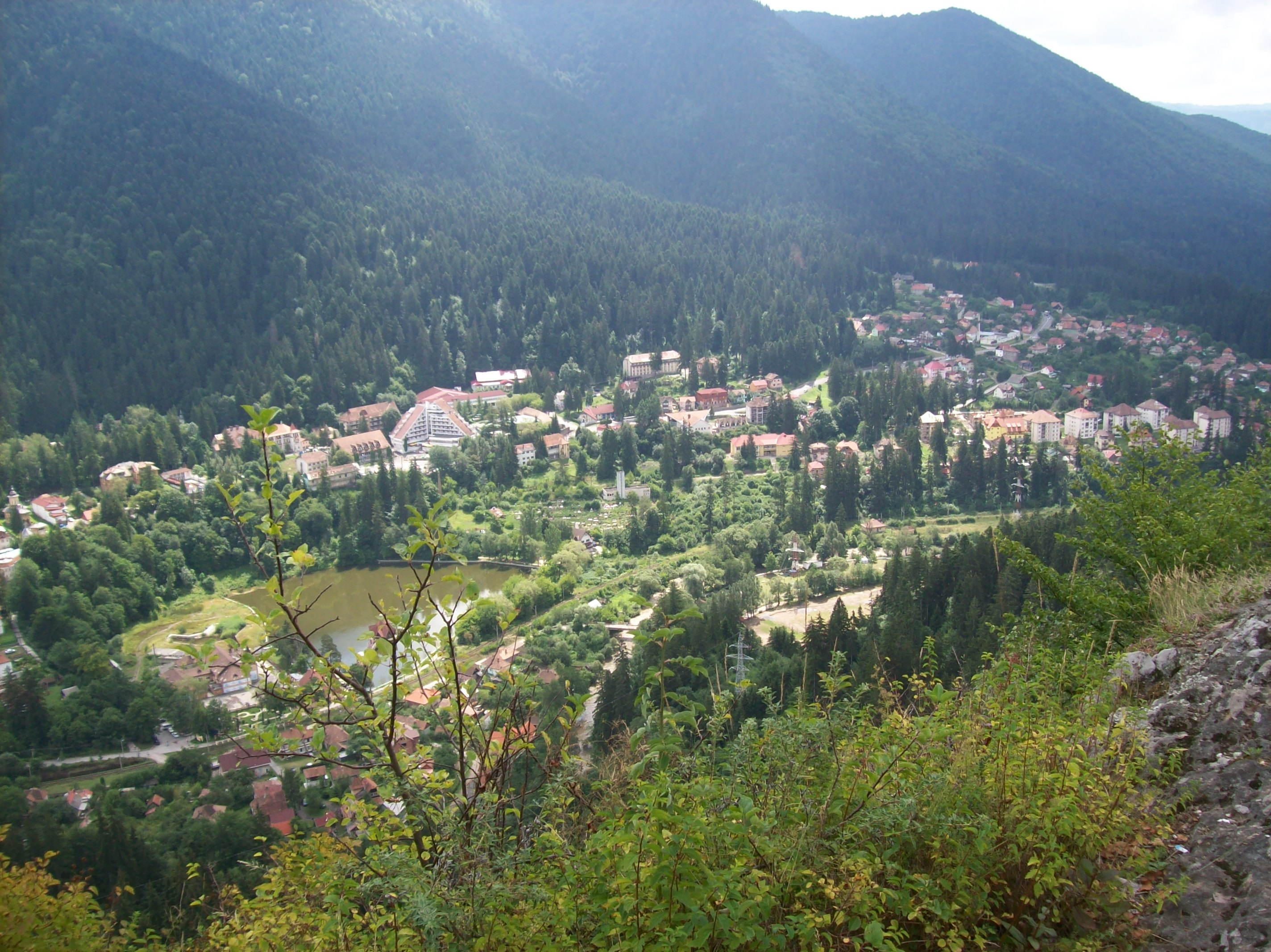